# Spektrogram

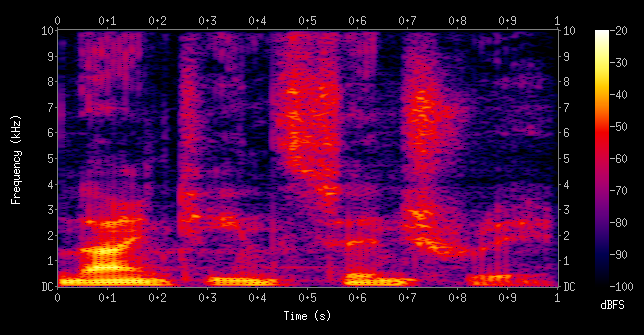
Spektrogram anglických slov „nineteenth century“. Frekvence jsou zachyceny na svislé ose, běžící čas na vodorovné ose. Popisek vpravo ukazuje, jak odpovídají jednotlivé barvy amplitudám zastoupených frekvencí.

Spektrogram je vizuální reprezentace frekvenčního spektra signálu a jeho změny v čase. U audio signálů se často hovoří též o sonogramu.
Spektrogram se často používá mimo jiné v hudbě, v seismologii nebo při zpracování řeči. Ze spektrogramu řeči lze často rozpoznat jednotlivá slova, ornitologové poznají podle spektrogramu hlasy ptáků.
Na spektrogramu je zachycována proměna spektra v čase. Na vodorovné ose je zanesen čas, na svislé ose pak amplituda frekvence v daném čase. Ta je zachycena buďto stupněm šedé (tmavší odstín znamená zpravidla vyšší amplitudu) nebo barvou z nějaké předem zvolené barevné škály (tzv. teplotní mapa).